# 輪之内体育センター
輪之内体育センター（わのうちたいいくセンター）は、岐阜県安八郡輪之内町にある体育館である。

## 概要
輪之内町の体育諸施設の一つであり、町民の心身の健全な発達と、明るく豊かな町民生活の形成に寄与することを目的とする施設である。
旧・輪之内町役場庁舎（1954年〈昭和29年〉6月6日落成）跡地に雇用促進事業団との合築の建物として着工。1987年（昭和62年）3月27日に輪之内勤労者体育センターとして竣工。2003年（平成15年）4月1日に輪之内体育センターに改称する。

## 施設概要
- アリーナ（競技場）：バスケットボールコート2面、バレーボールコート2面、バドミントンコート6面の使用が可能。
- ミーティングルーム

## 利用案内
- 開館時間：6:00 - 21:30[7]
- 休館日：年末年始（12月29日 - 1月3日）[7]

## 交通アクセス

### 公共交通機関
- 名阪近鉄バス「輪之内文化会館」バス停より徒歩約8分。
  - 大垣駅（大垣駅前バスのりば）より輪之内線「輪之内文化会館」行き。
  - 岐阜羽島駅より輪之内羽島線「輪之内文化会館」行き。

## 周辺施設
- 輪之内町立輪之内中学校
- 輪之内町役場
- 輪之内町文化会館
- 輪之内アポロンスタジアム
- 輪之内町立図書館・歴史民俗資料館
- 輪之内町保健福祉センター
- 輪之内町民センター